# Marie Blahníková
Marie Blahníková (rozená Marie Tomsová, anglicky Mary Blahnik, 18. listopadu 1846 Chlistov – 22. dubna 1914 Chicago) byla česko-americká lékárnice, spolková činovnice a feministka. Roku 1890 se stala první Čechoameričankou, která vystudovala farmacii. Po smrti svého manžela pak vedla lékárnu v Chicagu a je uváděná jako jedna z vůbec prvních lékárnic ve Spojených státech.

## Život
Narodila se jako Marie Tomsová v Chlistově nedaleko Klatov v západních Čechách. Provdala se za lékárníka Vavřince Blahníka (1845–1888), pocházejícího z Poleňky v klatovském okrese. S manželem se roku 1866 přestěhovali do USA, posléze se usídlili v Chicagu, kde tehdy žila početná česko-americká komunita. Tam začala užívat anglickou podobu svého křestního jména, Mary.
Vavřinec Blahník v Chicagu posléze provozoval první českou lékárnu ve městě, v jejímž chodu mu byla Marie nápomocna a získávala lékarnické zkušenosti a poznatky. Roku 1885 zaslala fotografie chicagské lékárny na Národopisnou výstavu českoslovanskou v Praze. Rovněž se manželé znali mj. s Vojtou Náprstkem.
Roku 1888 však její manžel Vavřinec (Lorenz) zemřel a Marie se tak ujala vedení lékárny. Téhož roku pak úspěšně složila přijímací zkoušky ke studiu farmacie na College of Pharmacy v Chicagu, které zdárně absolvovala roku 1890.
Rovněž byla spolkově činná a byla členkou českoamerické Jednoty českých dam, rovněž se společně mj. s Františkou Gregorovou, Josefou Humpalovou-Zemanovou, Klementinou Novákovou a dalšími veřejně činnými Čechoameričankami zúčastnila koncilu Advisory Council na Světové výstavě v Chicagu roku 1893.

### Úmrtí
Marie Blahníková zemřela 22. dubna 1914 ve svém domě v Chicagu ve věku 67 let. Pohřbena byla v rodinném hrobě na Českém národním hřbitově v Chicagu.

## Marie Blahnik a první české lékařky
Marie Blahnik je považována za první Čechoameričanku, která zdárně dokončila studium farmacie. V českých zemích v tehdejším Rakousko-Uhersko se přitom ve stejné době ženy zasazovaly o samotnou možnost řádného univerzitního studia, kterou rakouské úřady neumožňovaly. První české lékařky Anna Bayerová či Bohuslava Kecková vystudovaly medicínu v 70. a 80. letech ve Švýcarsku, první žena-absolventka Lékařské fakulty Karlo-Ferdinandovy univerzity v Praze, Anna Honzáková, studium završila roku 1900, první absolventka farmacie Elza Fantová dosáhla na pražské univerzitě titulu až roku 1908.
K dalším významným česko-americkým zdravotnicím pak patřily např. lékařky Anna Frances Nováková či Růžena Wisteinová v Chicagu nebo Olga Šťastná v Omaze.